# 국제 크리켓 평의회
국제 크리켓 평의회(International Cricket Council, ICC)는 크리켓 종목을 관장하는 국제 기구이다. 1909년 잉글랜드, 오스트레일리아 및 남아프리카 공화국의 대표자들에 의해 창설되었던 대영 제국 크리켓 협의회(Imperial Cricket Conference)가 그 전신이다. 이 최초의 단체는 이후 1965년 국제 크리켓 협의회(International Cricket Conference)로 개명하였으며, 1989년에 이르러 현재의 명칭을 사용하기 시작하였다.
ICC는 105개 회원국을 보유하고 있다. 10개국은 공식적으로 테스트 크리켓 경기를 행하는 정회원국(Full Member)들이며, 이에 더해 35개 준회원국(Associate Member) 및 60개 특별회원국(Affiliate Member)들이 있다. ICC는 주요 국제 크리켓 대회 구성 및 운영을 담당하고 있으며, 여기에는 크리켓 월드컵도 포함된다. ICC는 모든 공인 테스트 크리켓 경기 및 원 데이 인터내셔널 경기, 트웬티20 경기의 주심(umpire) 및 부심(referee)들을 지정하며, 국제 크리켓 경기의 운영 기준이 되는 ICC 경기 운영 지침(ICC Code of Conduct)을 제정한다. 또한 반부패 및 보안 담당국(Anti-Corruption and Security Unit, ACSU)을 통해 부정 행위 및 승부 조작 행위를 방지하는 역할을 맡고 있다. ICC는 회원국간의 경기(모든 테스트 크리켓 경기 포함)나 회원국의 국내 경기에는 관여하지 않는다. 그리고 크리켓 경기 규정을 제정하는 일도 하지 않고 있으며, 이것은 매릴러번 크리켓 클럽에서 담당하고 있다.
2007년 6월 27일, ICC는 잉글랜드 웨일즈 크리켓 위원회 위원장인 데이비드 모건이 2008년부터 2010년까지 ICC 회장직을 역임하게 되었음을 발표하였다. 후임으로는 인도 크리켓 조정 위원회 위원장인 샤라드 파월이 내정되어 있다. 현재 ICC의 CEO는 하룬 로가트이다.